# Robert Bluteau
Robert Auguste Bluteau (né le 23 septembre 1914 à Clichy et mort à Bagnolet le 24 février 1985) est un peintre et dessinateur français, également enseignant et proviseur.

## Biographie

### Carrière professionnelle
Issu d'une famille originaire de Vendée mais installée en région parisienne, Robert Bluteau se passionne pour les sciences, et, après des études à l'École Nationale Supérieure Technique de Paris (ENST), il devient professeur de physique-chimie, puis directeur d'établissement technique. Il enseigne tout d'abord au lycée Kérichen de Brest, puis est nommé proviseur du lycée Jean-Charles-Cazin à Boulogne-sur-Mer, un des plus anciens lycées professionnels, entre 1953 et 1959. Il poursuit, de 1959 à 1966, avec le lycée technique de Rouen, rue des Emmurées, qui deviendra à la suite d'une idée de son épouse le lycée Blaise-Pascal, le jeune génie ayant passé quelques années de son adolescence dans cette rue. Après un passage d'un an à Saint-Brieuc où il ne se plait pas, il termine sa carrière de proviseur à Lannion, au lycée polyvalent Félix-Le-Dantec, de 1967 à 1974, année de sa retraite.

### L'artiste
Parallèlement à sa carrière professionnelle, il peint toute sa vie, en utilisant différentes techniques pour exercer son talent : huile sur bois, panneau ou papier, gravure sur bois, dessin à la plume avec lavis, dessins au feutre, aquarelles. C'est dans cette dernière technique qu'il préfère exercer ses talents, soit dans son atelier loctudiste, soit, aux dires de sa fille, directement dans sa voiture, ses cartons posés sur le volant, pour les scènes de paysage.
En 1950, il choisit de s'installer à Loctudy, dans le Finistère-Sud, où, après trois ans à l'Hôtel Beau-Rivage, il fait construire une maison à proximité de la plage de Langoz. Il y passe ses étés, puis s'y installe au moment de sa retraite en 1974.
En 1953, une bourse lui permet de passer l'été aux États-Unis, où il croque les paysages urbains de Boston, San Francisco ou encore Washington.
Après la Seconde Guerre mondiale, il expose régulièrement : 
- Salon des artistes bretons, de 1945 à 1951
- Salon de l'école française en 1947
- Salon des Indépendants en 1952
- Salon de la Marine en 1954
- Salon de l'Éducation nationale de 1948 à 1966
- Salon d'Automne en 1963
- Palais des Arts et de la Culture de Brest en 1975[1]

Son talent s'exprime dans la nature morte et dans les paysages des endroits où il habite et qu'il affectionne, ou qu'il visite. Nombre d'aquarelles ont ainsi pour thème Lannion, où il a longtemps travaillé, ou Loctudy, ou il résidait. Avec le temps, ses œuvres dépassent la seule dimension artistique pour devenir en sus un témoignage historique sur les paysages et les activités représentés dans les années courant entre 1945 et 1985.

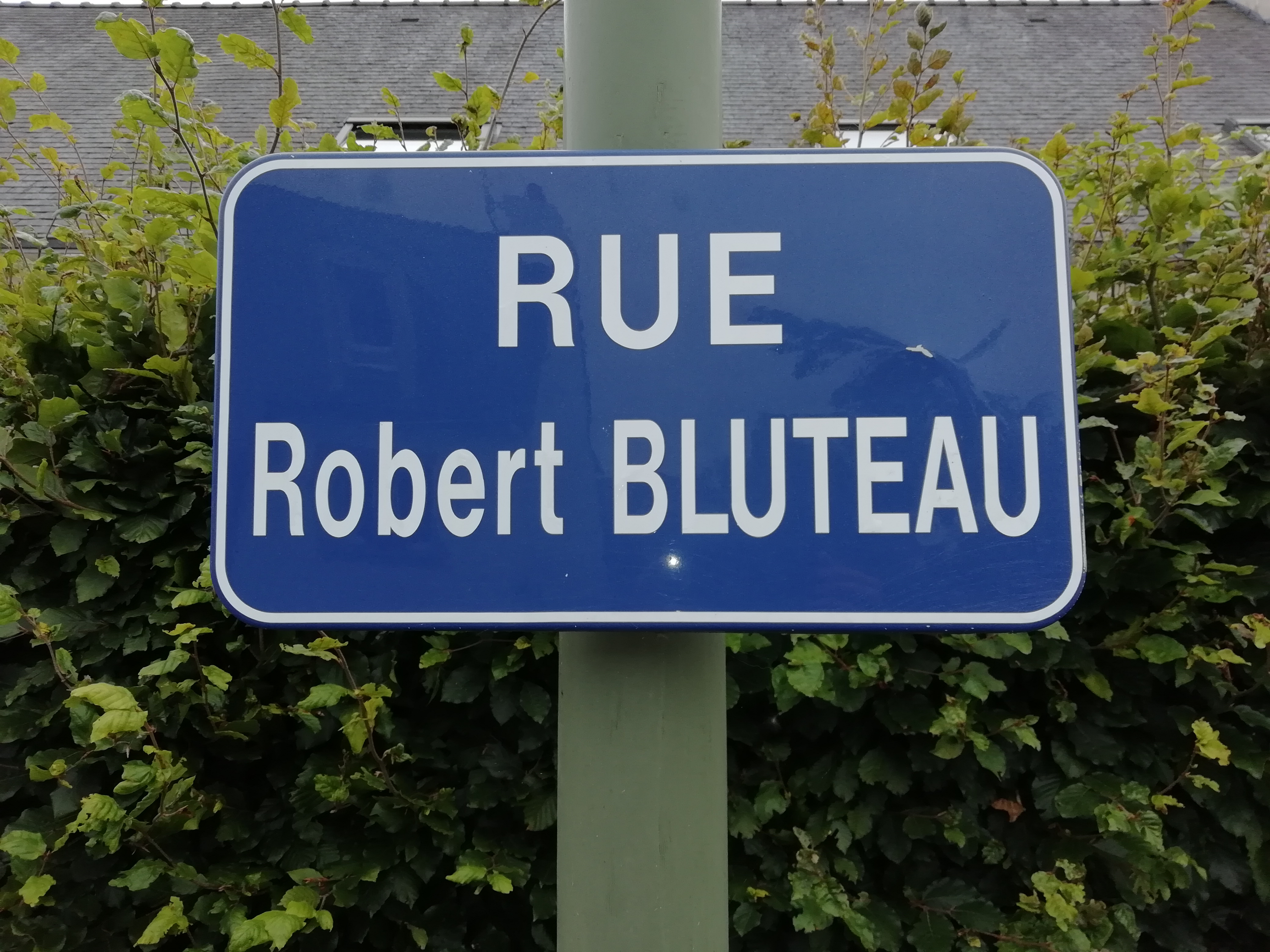
Panneau de la rue Robert-Bluteau à Loctudy.

Il est l'époux de la poétesse et écrivaine française Jeanne Bluteau, et participe à l'illustration de certains de ses recueils poétiques.
Il meurt d'un cancer en 1985, et est inhumé au cimetière de Loctudy.

### Hommages
En 1996, une exposition est consacrée à quatre peintres amoureux de Loctudy, dont Robert Bluteau. Son épouse lègue alors à la ville de Loctudy une série de 22 lavis représentant Loctudy entre 1950 et 1970.
Une rue de Loctudy est nommée en son honneur.

## Œuvres

### Peintures

#### Représentant Lannion
- Lannion, l'ancien collège (aquarelle, 18 mai 1969)
- Lannion (aquarelle, 23 novembre 1969)
- Sans titre et sans date, représentation de Lannion (aquarelle)

#### Représentant Loctudy
- Ancre de 1671, repêchée au large de Belle-Île, (1962)
- La vedette de la SNSM Matelot Corentin Cloarec, (6 avril 1980, no 1657)
- Ferme de M. Le Moigne, Kerazan, Loctudy, (21 septembre 1984, no 1930)

#### Natures mortes

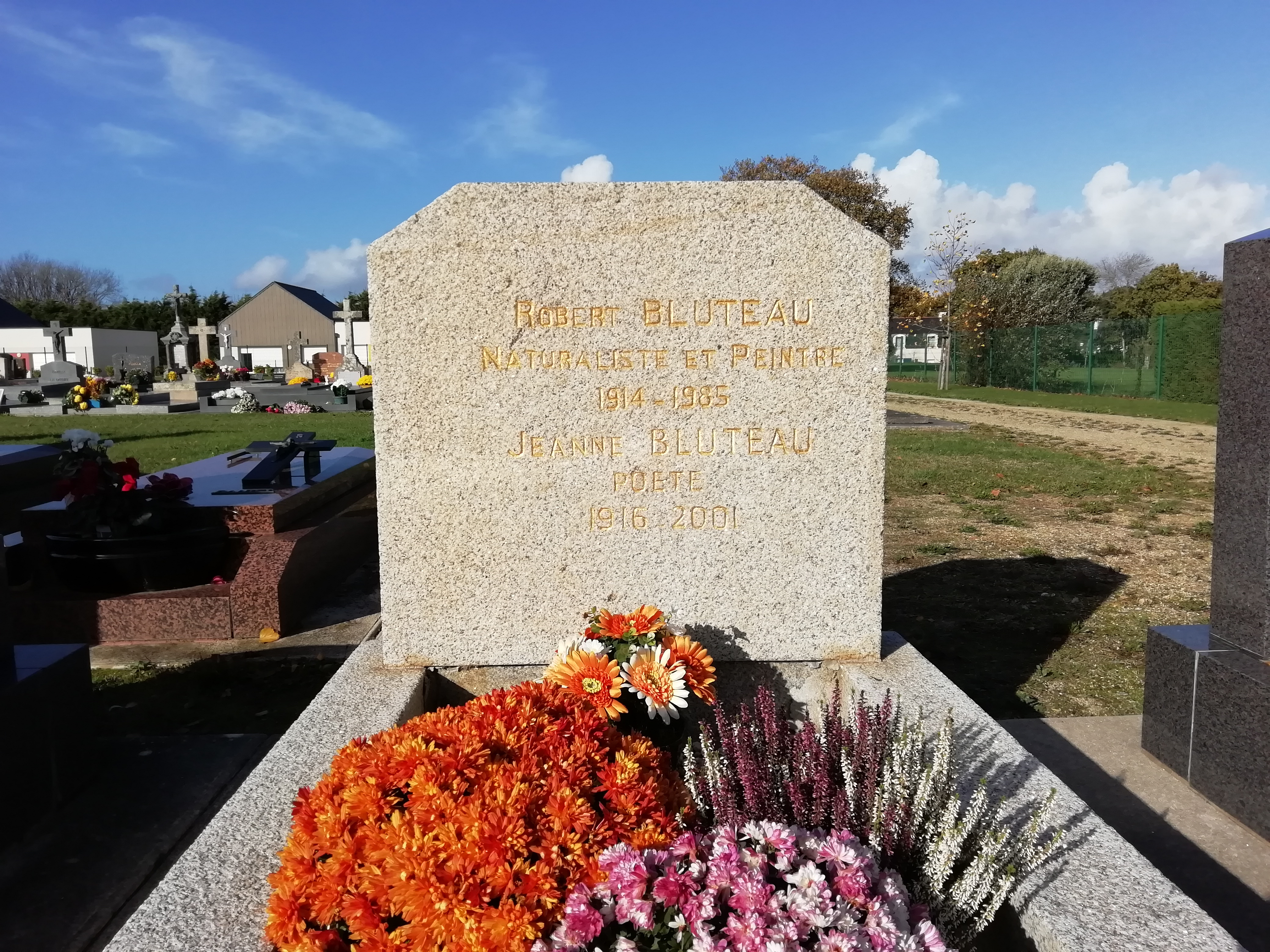
Plan général de la tombe de Robert et Jeanne Bluteau, cimetière de Loctudy

- Roses, mai (huile sur carton, 1945)
- Nature morte au bouquet de giroflées (huile sur toile, années 40/50)
- Esquisse pour nature morte, (1964, no 972)
- Linge séchant devant une maison (pastel, gouache, papier)

#### Portraits
- Bretonne assise dans un intérieur (aquarelle, papier)
- Bretonne assise devant une table (aquarelle, gouache, papier)

### Ouvrages
- Les Chemins de Lannion, Jeanne Bluteau, illustrations de Robert Bluteau, Presses universitaires de Bretagne, 1970, 106 p.
- Petite Navigation Celtique, Jeanne Bluteau, préface de Pierre Jakez Hélias, illustrations de Robert Bluteau, éditions Le Signor, 1979, 109 p.

## Décorations
1966 :  Chevalier de l'ordre national du Mérite